# Diocese de Getafe
A Diocese de Getafe (em latim: Dioecesis Xetafensis) é uma diocese da Igreja Católica localizada no município de Getafe, na província e comunidade autónoma de Madrid. É pertencente a Arquidiocese de Madrid na Espanha. Foi fundada em 23 de julho de 1991 pelo Papa João Paulo II. Com uma população católica de 1 238 904 habitantes, sendo 75,0% da população total, possui 303 paróquias com dados de 2022.

## História
Em 23 de julho de 1991 o Papa João Paulo II cria a Diocese de Getafe através da Arquidiocese de Madrid.

## Lista de bispos
A seguir uma lista de bispos desde a criação da diocese em 1991.
|                   | Nome                                    | Período      | Notas                                 |
| bispos            | bispos                                  | bispos       | bispos                                |
| ----------------- | --------------------------------------- | ------------ | ------------------------------------- |
| 3.º               | Ginés Ramón García Beltrán              | 2018 - atual |                                       |
| 2.º               | Joaquín María López de Andújar          | 2004 - 2018  |                                       |
| 1.º               | Francisco José Pérez y Fernández-Golfin | 1991 - 2004  |                                       |
| bispos-auxiliares |                                         |              |                                       |
|                   | José María Avendaño Perea               | 2022-        | Atual                                 |
|                   | José Rico Pavés                         | 2012-2021    | Nomeado Bispo de Jerez de la Frontera |
|                   | Rafael Zornoza Boy                      | 2005-2011    | Nomeado Bispo de Cádis e Ceuta        |
|                   | Joaquín María López de Andújar          | 2001-2004    | Elevado a Bispo                       |